# وأشرقت الشمس (مسلسل)
وأشرقت الشمس هو مسلسل درامي لبناني إنتاج عام 2013.

## قصة المسلسل
قصة حبّ تدور أحداثها في أوائل القرن الماضي، في زمن الحكم العثماني وتبدأ بصراع بين الشيخ عبد الله ونسيبه الشيخ خليل ينقلونه بعد عشرين عاماً إلى أولادهما طلال وجلنار
في زمن المجاعة والبؤس والاحتلال العثماني، القاسي أصبح أكثر قساوة، المتعنت أكثر تعنتا والجميلة أكثر جمالا.

## ابطال العمل
رولا حمادة
(ياسمين)
نهلا داوود
(الشيخه ناهيه)
جوزيف بو نصار
(الشيخ عبد الله)
إيميه صياح
(جلنار)
يوسف الخال
(الشيخ طلال)
غسان صليبا
(الشيخ خليل)
ختام اللحام
إلسي فرنيني
(منيره)
(نقولا دانيال)
طوني مهنا
جو طراد
كريستينا صوايا
تاتيانا مرعب
(ثريّا)
رودريغ سليمان
(شاهين)